# Тритон (супутник)
Трито́н — найбільший серед супутників Нептуна. Обертання синхронне (постійно обернений до Нептуна одним боком). Передній бік (за рухом супутника) приблизно на 25 % темніший решти його поверхні. Має азотну атмосферу. Температура на поверхні Тритона становить лише 34,5 K (–235 °C) — там так само холодно, як на Плутоні. Настільки низька температура зумовлена зокрема високим альбедо (70—80 %). За такої температури метан, азот і двоокис вуглецю заморожені до твердого стану.
Має зоряну величину 14. Відстань від Нептуна 394 700 км (майже така ж, як від Землі до Місяця), сидеричний період обертання 5 діб 21 год 3 хв, діаметр близько 2706 км, що трохи менше діаметра Місяця, хоча маса його менша в 3,5 раза. Це єдиний великий супутник Сонячної системи, який обертається навколо своєї планети в протилежний бік від обертання планети навколо своєї осі. Через таке обертання Тритон поступово втрачає енергію внаслідок дії припливних сил, і, зрештою, або зруйнується, або впаде на Нептун[джерело?].

## Відкриття

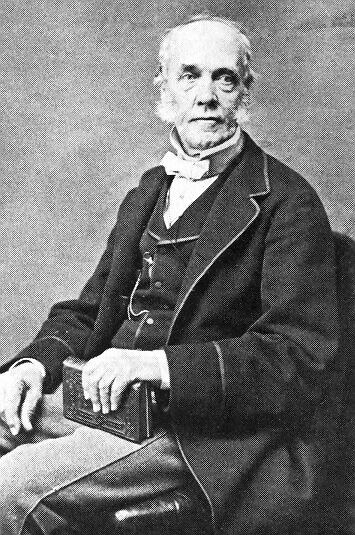
Вільям Ласселл

Відкритий 10 жовтня 1846 року англійським астрономом Вільямом Ласселлем (о. Мальта, 1846 р.) всього через 17 днів після відкриття планети. Назву Тритон було запропонував Каміль Фламмаріон в 1880 році, проте аж до середини XX століття більш вживаним було просто «супутник Нептуна» (другий супутник Нептуна відкрито 1949 року). Тритон — бог моря в грецькій міфології.

## Особливості руху
Тритон — єдиний великий супутник, що рухається у зворотному напрямку (протилежному до обертання планети), до того ж його орбіта значно нахилена до площини екватора планети й до площини екліптики. Ще одна особливість орбіти Тритона — вона являє собою майже ідеальне коло (її ексцентриситет дорівнює 1,6 × 10−5).

Особливості орбітального руху Тритона призвели до появи гіпотези, що мільярди років тому Тритон був самостійним об'єктом Поясу Койпера, тобто — планетою, і його було захоплено гравітаційним полем Нептуна. Цій гіпотезі сприяє не лише незвичайний орбітальний рух Тритона (зворотнє обертання), а й нахил осі обертання Тритона, поведінка малих супутників Нептуна (зокрема Нереїди й Протея), а також незвично висока (2,1 г/см³) густина Тритона й диференціація його речовини на ядро й зовнішні оболонки[джерело?]. Майбутні експедиції на Тритон мають підтвердити або спростувати цю гіпотезу. Зокрема, безпосередні лазерні вимірювання дадуть змогу уточнити особливості його руху, буріння виявить хімічний та ізотопний склад його поверхні, а сейсморозвідка з'ясує структуру надр Тритона і його сейсмічну активність. 
Розрахунки свідчать, що звичайне гравітаційне захоплення було малоймовірне. За однією з гіпотез, Тритон входив до складу подвійної системи — у цьому випадку імовірність захоплення підвищується. За іншою версією, Тритон загальмувався й був захоплений, бо «зачепив» верхні шари атмосфери Нептуна.
Дія припливів поступово привела його на орбіту, близьку до кола, під час цього виділялася енергія, що розплавила надра супутника. Поверхня застигла швидше, ніж надра, а потім, у міру замерзання й розширення водяного льоду всередині супутника, поверхня вкривалася розломами. Можливо, захоплення Тритона порушило систему супутників, що вже існувала в Нептуна, і незвичайна орбіта Нереїди є спомином про ті події.

## Атмосфера й природні умови

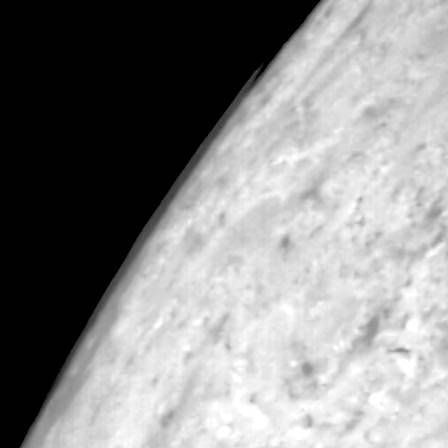
Хмари на Тритоні

Атмосфера Тритона дуже розріджена й складається переважно з азоту (~ 99 %) і метану (~ 1 %). Тиск атмосфери поблизу поверхні (тиск на поверхні близько 0,01 мм рт. ст.) у 70 000 разів менший, ніж на Землі. Висота щільних шарів атмосфери не перевищує 20—25 км, а максимальне поширення атмосфери у висоту до 100—600 км. Температура на Тритоні –235 °C, хоча в атмосфері на висоті близько 600 км вона досягає 100 К. Водночас в атмосфері Тритона дмуть сильні вітри в західному напрямку, що розносять азот кріовулканів на значну відстань (150—200 км), що було добре помітно з борту «Вояджера-2».
Цікаво також, що на висоті близько 5—10 км над південною полярною областю Тритона помічено тонкі хмари, які, найімовірніше, складаються з кристалів твердого азоту. Загалом Тритон являє собою світ глибокого холоду й темряви, в якому властивості багатьох речовин дуже змінено і вони можуть видаватися незвичайними. Наприклад, вода за таких низьких температур являє собою міцну породу, здатну утворювати гірські хребти й жерла кріовулканів. Замерзлий метан, азот та інші гази на Тритоні являють собою не лише «сніг» і «кригу», а й частинки «піску».
Атмосфера Тритона динамічна й значною мірою змінює свій хімічний склад та щільність залежно від пори «року», який триває 165 земних років. Змінюються концентрації азоту й метану у зв'язку з плавними, але досить значними змінами температури. Улітку і восени 1998 р. Сонце стояло в зеніті над південним полюсом Тритона, і азот почав інтенсивно випаровуватися, унаслідок чого за 10 років обсяг атмосфери збільшився вдвічі. Крім того, зареєстровано швидкі події, які, ймовірно, пов'язані з геологічними причинами. 1977 р. було помічено аномально червоний колір атмосфери. Напевно, з надр Тритона було викинуто темно-червоні породи. Це призвело до зменшення альбедо небесного тіла й глобального потепління: з 1989 до 1997 року середня температура зросла на 2 кельвіни.
Вимірюючи інфрачервоне (теплове) випромінювання Тритона, астрономам вдалося осягнути механізми формування пір року. Донедавна досліджувати склад і сезонні зміни тонкої атмосфери Тритона вчені могли лише за даними, надісланими 1989 року космічним апаратом «Вояджер-2». Завдяки тим даними було відомо, що Тритон вкрито тонкою атмосферою, яка на 99 % складається з азоту.
За допомогою інфрачервоного спектрографа високої роздільної здатності CRIRES, встановленого на одному з телескопів VLT Південної європейської обсерваторії в Чилі, вчені вперше здійснили з Землі кількісне дослідження атмосфери супутника й вивчили вплив на неї Сонця. У південній півкулі супутника було «літо», сонцестояння там спостерігалося 2000 року. Вивчаючи лінії в спектрі інфрачервоного випромінювання Тритона в діапазоні 2,32—2,37 мікрометра, вченим вдалося з'ясувати, що крім азоту й метану в атмосфері супутника наявний чадний газ (CO).
Виявилося, що наявність чадного газу в атмосфері Тритона зумовлена тонким прошарком замерзлого азоту, метану і СО, які з приходом теплої пори року переходять у газоподібний стан, потовщують атмосферу й змінюють її склад. Про наявність чадного газу в твердому стані на Тритоні було відомо й раніше, однак група Лелуша з'ясувала, що атмосферу супутника живить саме найтонший поверхневий шар, в якому CO вдесятеро більше, ніж у глибших шарах. Саме цей шар відповідає за сезонні коливання товщини й тиску атмосфери.
Ґрунтуючись на даних про кількість газу в атмосфері, команда Лелуша встановила, що атмосферний тиск на Тритоні змінюється залежно від пори року, але не так як на Землі — на «міліметри ртутного стовпа», — а в кілька разів. Так, виявилося, що «весняний» атмосферний тиск на Тритоні, виміряний 1989 року апаратом «Вояджер-2», був учетверо меншим, ніж теперішній, «літній». Зараз  він коливається від 40 до 65 мікробар[джерело?].
Яким буде атмосферний тиск на Тритоні «взимку», можна буде дізнатися через 80 земних років.

## Поверхня

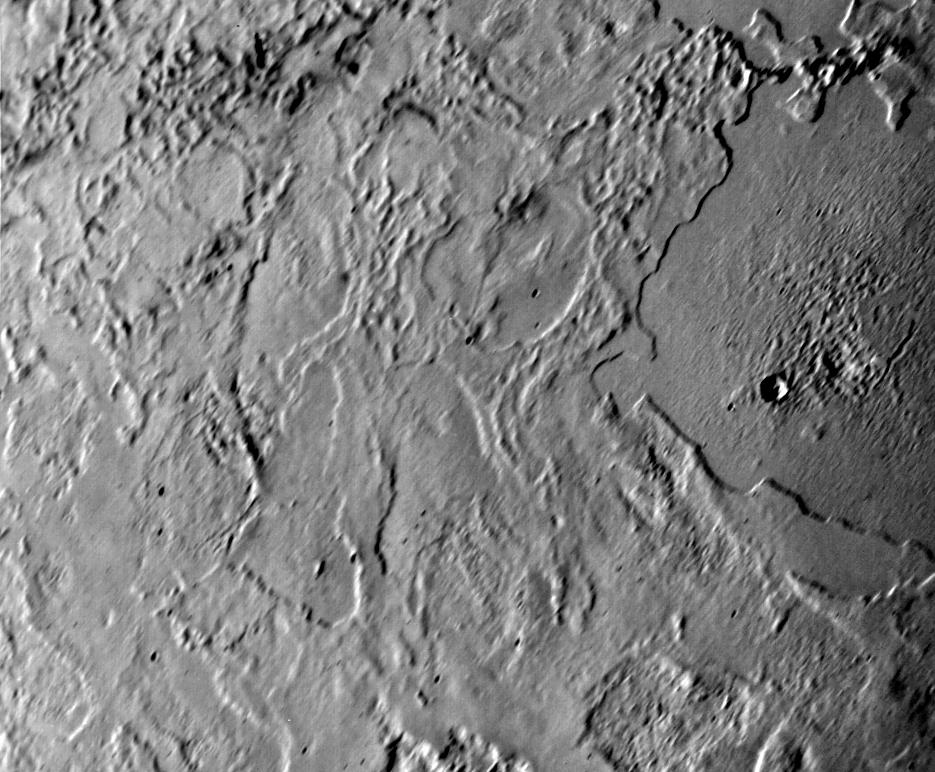
Поверхню Тритона вкривають застиглі озера (на знімку «Вояджера-2» застигле озеро розміром 200 на 400 км)

Поверхня Тритона геологічно молода, що наводить на думку про високу динаміку надр цього небесного тіла. На поверхні Тритона дуже мало ударних кратерів, проте доволі велика кількість скель, тріщин та заглиблень, що своїм виглядом нагадують скоринку дині, є також долини й каньйони. «Вояджер-2» зробив знімки червоного льоду на Тритоні, на екваторі сфотографував зелено-блакитний лід із замерзлого метану та азоту. Південна полярна шапка складається з азотного льоду, з неї на висоту в кілька кілометрів б'ють гейзери.
В екваторіальній області поверхні Тритона виявлено два незвичайних утворення, що нагадують своїм виглядом поверхню застиглих озер. Ці незвичайні озера мають тераси заввишки близько одного кілометра, і вчені припускають, що вони утворилися внаслідок періодичного танення і тривалого замерзання. За хімічним складом тераси утворено водним льодом. Передбачається наявність значно більшої кількості таких утворень на поверхні супутника. У полярних областях Тритона розташовані велетенські полярні шапки, які складаються переважно з твердого азоту й метану, а під поверхнею полярних шапок — величезні обсяги водного льоду. Загалом поверхня Тритона світла й відбиває близько 75—80 % сонячних променів. Оскільки температура поверхні Тритона становить лише 38 К, рівнини Тритона вкриває 6—7-метровий шар[джерело?] снігу з замерзлого азоту, метану, етану та етилену.

## Внутрішня будова

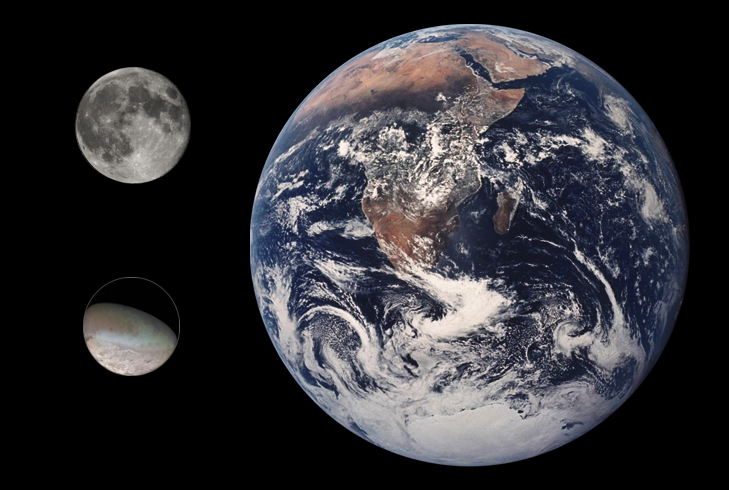
Порівняння розмірів Землі, Місяця і Тритона

Дані про внутрішню будову Тритона було отримано при прольоті поблизу Тритона космічного апарата «Вояджер-2», супутник своєю гравітацією вплинув на політ апарата, завдяки цьому впливу було визначено наявність у Тритона великого ядра. Наразі вважається, що Тритон складається з кам'яного, метало-силікатного ядра (з переважанням силікатів) діаметром близько 1950—2000 км, оточеного шаром водного льоду завтовшки близько 350 км (на 25 % складається із замерзлої води, інша частина — гірські породи), і тонкої кріолітосфери завтовшки 12—30 км, що складається з водяного льоду, метану й азоту. Надра Тритона малоактивні, і внесок до загального теплового балансу Тритона радіоактивного розпаду важких радіоактивних елементів (уран, торій, калій) незначний.
За іншими даними, будова Тритона дещо інша[джерело?]: Тритон має велике (понад 1000 км) метало-силікатне ядро, оточене тонкою (20—35 км) мантією з водного льоду, над якою простягається глобальний океан солоної води, глибиною близько 130—150 км, вкритий товстою крижаною корою (близько 150—180 км).
Дослідження внутрішньої будови Тритона дуже важливе для пізнання еволюції планет Сонячної системи, і майбутні безпосередні дослідження (буріння, сейсморозвідка) нададуть більш вичерпну інформацію.

## Кріовулканізм
Уперше явище кріовулканізму було виявлено на поверхні приполярних областей Тритона космічним апаратом «Вояджер-2» з прольотної траєкторії. Зокрема, на фотографіях, отриманих з «Вояджера-2», було виявлено два виверження кріовулканів і десятки слідів недавніх вивержень. У прилеглих до південної полярної шапки районах і на самій полярній шапці Тритона було виявлено невеликі витягнуті темні плями, і, як виявилося при вивченні останніх, це досить потужні струмені азоту, що «випаровуються» із жерл кріовулканів. Кріовулкани (чи то гейзери) Тритона викидають також значну кількість твердих мінеральних часток (силікати та вугільний пил).
Прояви кріовулканізму на поверхні Тритона вражають уяву: з поверхні, вкритої замерзлим азотом і метаном, що мають температуру близько 38K, б'є гейзер заввишки близько 8—12 км, а товщина стовпа викиду становить від 20 м до 2 км. На висоті 8—12 км струмені вигинаються під кутом 90 градусів у західному напрямку, і витягаються в широкі горизонтальні шлейфи, що тягнуться на 150—250 км, іноді навіть більше. На фотознімках поверхні Тритона нараховується близько 50 таких плям-фонтанів. Причиною кріовулканізму на Тритоні, ймовірно, є сонячна енергія і припливний нагрів[джерело?].

## Місії до Тритона

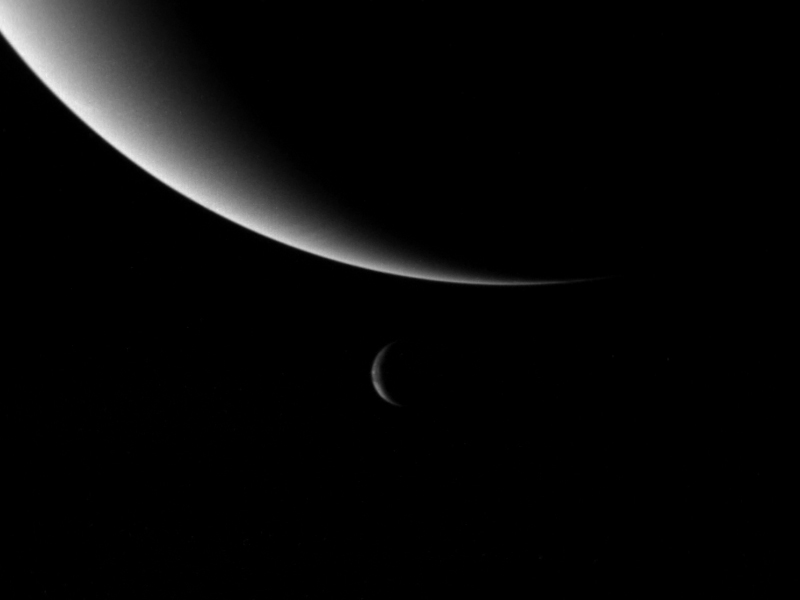
Нептун (зверху) і Тритон (фото «Вояджера-2»)

Тритон давно інтригує вчених не тільки високою густиною, великими розмірами та ін. Він викликає підвищений інтерес як найближчий об'єкт, що сформувався в Поясі Койпера, і найдосяжніший для відвідання його в майбутньому дослідними апаратами. Було подано кілька проектів місії до Нептуна. «Вояджер-2» вивчав його з пролітної траєкторії й потім вирушив далі. Новий, проектований корабель мав був би здійснити місію до Нептуна й Тритона винятково для вивчення власне газового гіганта і вперше, сподіваються автори ідеї, висадити на нього та на поверхню його величезного супутника посадочні модулі. За задумом розробників повноцінна посадка 500-кілограмового апарата передбачалася тільки на Тритон, а два дослідних зонда, які будуть спускатися на Нептун, зможуть передати дані лише протягом свого спуску в атмосфері, а потім їх зруйнує атмосферним тиском.
Корабель масою 36 тонн з ядерною силовою установкою пропонувалося зібрати на орбіті Землі. Після старту в січні 2016 він через 4 роки (2020 року) мав досягнути Юпітера й здійснити пертурбаційний маневр в його гравітаційному полі. Це значно скоротило б тривалість перельоту (до 12,9 років). До системи Нептуна корабель мав дістатися 2029 року. У січні та липні на Нептун планувалося послідовно скинути два зонди — у напрямку обертання й проти нього відповідно. Відділення першого зонда мало відбутися за 62 дні до його входження в атмосферу Нептуна. Орієнтовна тривалість функціонування зондів в атмосфері Нептуна — 5 годин. Маса кожного зонда — 300 кг, зокрема 19,4 кг дослідницької апаратури. Сам корабель перебував би на відстані відповідно 355 і 500 тис. км від Нептуна. Після цього корабель мав попрямувати до Тритона й досягнути його в жовтні 2033 року, перейти на орбіту, з якої планувалося скинути апарат на Тритон. Одночасно детальне дослідження супутника мало здійснюватися з орбіти. Маса спускного апарата мала становити 500 кг, з яких 23,2 кг — дослідницька апаратура. Маса дослідницької апаратури, встановленої на самому кораблі — 171,1 кг. Атмосфера на Тритоні надзвичайно розріджена, тому парашути непридатні, а посадочний апарат мав спуститися на поверхню Тритона за допомогою гальмування реактивним двигуном (~ 65 % маси зонда складали б рушійна установка і паливо). Всі три апарати мали прибути до Нептуна на борту великого материнського корабля загальною вагою близько 36 тонн. Його мали приводити в рух потужні іонні двигуни, що живляться мініатюрною атомною електростанцією або радіоізотопними джерелами енергії. Якби керівництво НАСА й Конгрес США погодилися з цією пропозицією, такий апарат можна було б побудувати й запустити 2016 року (два пуски з поверхні Землі зі збиранням на навколоземній орбіті), можливо, за технічної та фінансової участі інших країн.

## Цікаві факти
- У небі Тритона видимий розмір диска Нептуна в 15,6 разів більший місячного диска (а площа більша у 242 рази).
- Тритон — найхолодніше місце в Сонячній системі з геологічною активністю[джерело?].